# Urban Strike (книга)
«Urban Strike» (з англ. прибл.-дослівно — міський удар) — роман українського письменника Антона Кушніра. У 2011-му твір став дипломантом конкурсу Коронація слова. Наступного року був визнаний найкращим дебютом року за версією газети Друг читача.
| „Це історія про пошуки себе у світі... Ти поступово розумієш що ті мрії та прагнення, з якими ти ріс, лишились на узбіччі твого життя. Антон Кушнір. 2011. - 2011 — дипломант конкурсу Коронація слова. - 2012 — Дебют року за версією газети Друг читача. Історія про молодих людей, які дорослішали у буремні 90-і, а тепер відвойовують для себе життєвий простір у рідному місті. Випадково знайдена адреса електронної пошти змінює життя журналіста Майка. Він стає активістом химерного угруповання Urban Strike, яке організовує зухвалі витівки: футбол у підземній річці, пікнік на опорі лінії електропередач, протестну акцію проти нездорової їжі у фаст-фуді. Майк разом з новими друзями нищить безглузді рекламні білборди, готує вуличний фестиваль у закинутому будинку. Рівень напруги і ризику зростає, аж поки не постає питання: чи є межа, перед якою варто зупинитись? 1. 2. |